# Транс-Тетрахлородиамминплатина
транс-Тетрахлородиамминплатина(IV) (соль Жерара) — неорганическое соединение, комплексное соединение металла платины с формулой trans-[Pt(NH3)2Cl4], ярко-жёлтые кристаллы, плохо растворяется в воде.

## Получение
- Действие хлора на дихлородиамминплатину:

{\displaystyle {\mathsf {trans{\text{-}}[Pt(NH_{3})_{2}Cl_{2}]+Cl_{2}\ {\xrightarrow {}}\ trans{\text{-}}[Pt(NH_{3})_{2}Cl_{4}]\downarrow }}}

## Физические свойства
Транс-тетрахлородиамминплатина образует ярко-жёлтые кристаллы.
Плохо растворяется в воде.

## Химические свойства
- Разлагается при нагревании:

{\displaystyle {\mathsf {trans{\text{-}}[Pt(NH_{3})_{2}Cl_{4}]\ {\xrightarrow {280-340^{o}C}}\ PtCl_{4}+2NH_{3}}}}
- Реагирует с горячей концентрированной азотной кислотой:

{\displaystyle {\mathsf {trans{\text{-}}[Pt(NH_{3})_{2}Cl_{4}]+2HNO_{3}+2H_{2}O\ {\xrightarrow {100^{o}C}}\ PtO_{2}\downarrow +2NH_{4}NO_{3}+4HCl\uparrow }}}
- Реагирует с горячими концентрированными щелочами:

{\displaystyle {\mathsf {trans{\text{-}}[Pt(NH_{3})_{2}Cl_{4}]+6NaOH\ {\xrightarrow {100^{o}C}}\ Na_{2}[Pt(OH)_{6}]\downarrow +2NH_{3}\uparrow +4NaCl}}}
- Реагирует с  концентрированным раствором аммиака:

{\displaystyle {\mathsf {trans{\text{-}}[Pt(NH_{3})_{2}Cl_{4}]+3(NH_{3}\cdot H_{2}O)\ {\xrightarrow {}}\ [Pt(NH_{3})_{5}Cl]Cl_{3}\downarrow +3H_{2}O}}}